# Francesca Dellera
Francesca Dellera, pseudonimo di Francesca Cervellera (Latina, 2 ottobre 1965), è un'attrice e modella italiana, sex symbol degli anni ottanta e novanta.

## Biografia
Nata e cresciuta a Latina, dopo la maturità classica si trasferì a Roma, dove iniziò a lavorare come fotomodella. L'avvenenza fisica le frutta diverse apparizioni in copertine di riviste nazionali e internazionali, ritratta anche da maestri della fotografia come Helmut Newton, Dominique Isserman, Greg Gorman, Michel Comte, André Rau, Annie Leibovitz e tanti altri. Nel 1985 e nel 1986 ha interpretato anche vari fotoromanzi Lancio sotto lo pseudonimo di Francesca Lisi.
Viene scoperta e lanciata nel 1987 dal regista Tinto Brass nel film erotico Capriccio, che le diede improvvisa celebrità e la consacrò nuovo sex-symbol del cinema italiano. Successivamente ha interpretato il ruolo della protagonista, a fianco di Gina Lollobrigida, nella miniserie TV in 3 puntate La romana di Giuseppe Patroni Griffi, adattamento televisivo dell'omonimo film diretto da Luigi Zampa nel 1954 (tratto da un romanzo di Alberto Moravia); lo sceneggiato ebbe 10 milioni di spettatori e Moravia la sceglie per dedicarle un'intervista sul settimanale L'Espresso, privilegio che aveva concesso solo a Claudia Cardinale e Sophia Loren. Per l'interpretazione di questo sceneggiato vinse il gran premio internazionale dello spettacolo Telegatto.
Il famoso critico cinematografico Tullio Kezich ha detto di lei: «La fisicità di Francesca Dellera è parlante, possiede quel qualcosa in più che hanno le figure schermiche di eccezione, tanto a suo agio davanti alla macchina da presa che quando è vestita sembra nuda, e quando è nuda sembra vestita».La giornalista di moda e costume Natalia Aspesi la descrive così: «In confronto ai canoni asessuati della bellezza dei nostri giorni, Francesca Dellera è una ragazza d'altri tempi, il suo biancore soffice, carnale, è di quelli che non si vedono più, essendo oggi la femminilità anche vistosa completamente asessuata, come vuole la televisione, come vuole la moda».
L'anno successivo ha interpretato il tv movie La bugiarda. In questo periodo compare in diverse campagne pubblicitarie, fra le quali quella dell’IP con la regia di Maurizio Nichetti, premiata come miglior spot dell'anno. All'apice del successo, il regista Marco Ferreri (che la definì «la pelle più bella del cinema italiano») rimase colpito dall'attrice e scrisse appositamente per lei il copione del film La carne, da lei interpretato insieme a Sergio Castellitto. Il film venne presentato al Festival di Cannes dove ebbe grande successo e diede a Francesca Dellera notorietà a livello internazionale. Federico Fellini, colpito dall'interpretazione nel film di Ferreri, la scelse per il ruolo della Fata per il film Pinocchio, un progetto al quale il regista pensava da tempo e che avrebbe dovuto avere Roberto Benigni nel ruolo del burattino; la scomparsa prematura del regista impedì però la realizzazione del film.
Negli anni novanta si è trasferita in Francia, paese in cui l'attrice ha avuto un grande successo mediatico e dove ha girato il film L'orso di peluche di Jacques Deray accanto ad Alain Delon; ha sfilato anche come modella sulla passerella di Jean-Paul Gaultier. La rockstar Prince, dopo aver visto le sue foto, andò a Parigi per conoscerla e affittò un cinema per vedere da solo con lei il film La carne, proponendole di andare con lui in America ed essere la protagonista di un suo videoclip; tuttavia l'attrice rifiutò per altri impegni professionali presi precedentemente. Nel 1997 compare nel libro dedicato ai 50 anni del Festival di Cannes. Tornata in Italia, è stata la protagonista di Nanà, miniserie TV in 2 puntate per la regia di Alberto Negrin, adattamento dell'omonimo romanzo di Émile Zola. È stata poi protagonista nel 2006 del film per la TV in due puntate, di coproduzione francese, La contessa di Castiglione, diretta dalla regista Josée Dayan, accanto a Jeanne Moreau e Sergio Rubini.

## Filmografia

### Cinema
- Grandi magazzini, regia di Castellano e Pipolo (1986)[12]
- Capriccio, regia di Tinto Brass (1987)
- Roba da ricchi, regia di Sergio Corbucci (1987)
- La carne, regia di Marco Ferreri (1991)
- L'orso di peluche (L'Ours en peluche), regia di Jacques Deray (1994)

### Televisione
- La romana, regia di Giuseppe Patroni Griffi – miniserie TV (1988)
- La bugiarda, regia di Franco Giraldi – miniserie TV (1989)
- Nanà, regia di Alberto Negrin – miniserie TV (2001)
- La contessa di Castiglione, regia di Josée Dayan – miniserie TV (2006)

## Doppiatrici italiane
- Giuppy Izzo in Capriccio, Roba da ricchi
- Francesca Guadagno ne La romana, Nanà
- Sabrina Ferilli ne La bugiarda[13]
- Stella Musy ne La contessa di Castiglione